# Eilema gashorai
Eilema gashorai là một loài bướm đêm thuộc phân họ Arctiinae, họ Erebidae.